# Katharine Hepburn
Katharine Houghton Hepburn (født 12. maj 1907 i Hartford, Connecticut, død 29. juni 2003) var en anerkendt amerikansk skuespiller.
Hun blev uddannet på Bryn Mawr College, Pennsylvania. Hepburn tog sin eksamen i 1928 og debuterede på Broadway samme år i Night Hostess. I 1932 gav en prøvefilmning for RKO pictures hende en rolle i George Cukors film A Bill of Divorcement (1932), hvor hun spillede sammen med John Barrymore. Hepburn vandt sin første Oscar i kategorien Oscar for bedste skuespillerinde i 1933 og yderligere tre mere samt yderligere otte nomineringer i den øvrige del af sin karriere. Dette er alene overgået af Meryl Streep som har modtaget i alt 13 nomineringer - men dog kun tre Oscars. Katharine Hepburn er den eneste skuespillerinde med fire Oscars.
Af yderligere udmærkelser modtog hun i 1999, af det amerikanske filminstitut AFI, en kåring som den største kvindelige filmlegende nogensinde. Hun var mange biografgængers filmfavorit – specielt på grund af sin høje skikkelse og fornemme fremtoning, som hun kombinerede med en skarp tunge.
I 1938 skrev Philip Barry teaterstykket The Philadelpia Story til Hepburn. Hun købte med hjælp af Howard Hughes rettighederne til skuespillet og i 1939 indgik hun en legendarisk handel med MGM, der katapulterede hende tilbage til Hollywood. Dette resulterede i filmen The Philadelphia Story, hvor hun ønskede at spille sammen med Clark Gable og Spencer Tracy. Det blev dog Cary Grant og James Stewart, der med sin rolle som reporteren Mike vandt sin eneste Oscar i sit sammenspil med Hepburn, hvilket også var tilfældet for Henry Fonda i On Golden Pond 1981.
I Woman of the Year (1942), havde hun sin første af ni roller sammen med Spencer Tracy, hvilket igangsatte en af Hollywoods mest kendte kærlighedsromancer. Selvom de var sammen indtil Tracys død i 1967, blev parret aldrig gift, da Tracy som troende katolik ikke ønskede at blive skilt fra sin kone.
Ideen til historien Woman of the Year stammede fra Garson Kanins – forfatteren til Adam's Rib og Pat and Mike – men blev skrevet af hans bror Michael Kanin og Ring Lardner Jr. sammen med Hepburn, der derefter solgte skriptet til Louis B. Mayer, MGM. Og også her havde hun medbestemmelsesret til sine medspillere og instruktør, som hun også havde haft ved The Philadelphia Story.
Katharine Hepburn medvirkede i en række komedier og dramaer og spillede over for de største mandlige Hollywood-stjerner. Udover Spencer Tracy omfattede de Humphrey Bogart, Cary Grant, James Stewart, Laurence Olivier, John Wayne og Henry Fonda.
Katharine Hepburns eneste birolle i hele sin karriere var som tante Ginny i Love Affair. Ellers havde hun hele sin karriere igennem haft hovedroller, hvad for skuespillere er enestående.
Som en af de få i Hollywood bestemt hun selv over sin karriere. Hun havde kun kontrakt med RKO – der købte hun sig ud, da hun fik stemplet kassegift – og senere med MGM, men med medbestemmelsesret.
Katharine Hepburn døde 96 år gammel i sit barndomshjem i Old Saybrook, Connecticut. Dødsårsagen var alderdom.

## Teater
- 1928 – The Czarina
- 1928 – The Cradle Snatchers
- 1928 – The Big Pond
- 1928 – These Days
- 1928 – Holiday
- 1929 – Death Takes A Holiday
- 1930 – A Month in the Country
- 1930 – A Romantic Young Lady
- 1930 – The Admirable Crichton
- 1930 – Art and Mrs. Bottle
- 1931 – Just Married
- 1931 – The Cat and the Canary
- 1931 – The Man Who Came Back
- 1931 – The Animal Kingdom
- 1932 – The Warrior's Husband
- 1932 – The Bride the Sun Shines On
- 1933 – The Lake
- 1936 – Jane Eyre
- 1939 – The Philadelphia Story
- 1942 – Without Love
- 1950 – As You Like It
- 1952 – The Millionairess
- 1955 – The Merchant of Venice – Much Ado About Nothing – The Taming of the Shrew – turné i Australien med the Old Vic
- 1957 – The Merchant of Venice – Much Ado About Nothing – Stratford, Connecticut Shakespeare Teater
- 1960 – Anthony and Cleopatra – Twelfth Night – Stratford, Connecticut Shakespeare
- 1969 – Coco
- 1976 – A Matter of Gravity
- 1981 – The West Side Waltz

## Filmografi
1930'erne
- 1932 – A Bill of Divorcement
- 1933 – Christopher Strong
- 1933 – Morning Glory
- 1933 – Little Women
- 1934 – Spitfire
- 1934 – The Little Minister
- 1935 – Break of Hearts
- 1935 – Alice Adams
- 1936 – Sylvia Scarlett
- 1936 – Mary of Scotland
- 1936 – A Woman Rebels
- 1937 – Quality Street
- 1937 – Stage Door
- 1938 – Bringing Up Baby
- 1938 – Holiday

1940'erne
- 1940 – The Philadelphia Story
- 1942 – Woman of the Year
- 1942 – Keeper of the Flame
- 1944 – Dragon Seed
- 1945 – Without Love
- 1946 – Undercurrent
- 1947 – The Sea of Grass
- 1947 – Song of Love
- 1948 – State of the Union
- 1949 – Adam's Rib

1950'erne
- 1951 – Afrikas dronning
- 1952 – Pat and Mike
- 1955 – Summertime
- 1956 – The Rainmaker
- 1956 – The Iron Petticoat
- 1957 – Desk Set
- 1959 – Suddenly Last Summer

1960'erne
- 1962 – Long Day's Journey into Night
- 1967 – Guess Who's Coming to Dinner
- 1968 – The Lion in Winter
- 1969 – The Madwoman of Chaillot

1970'erne
- 1971 – The Trojan Women
- 1973 – The Glass Menagerie
- 1974 – A Delicate Balance
- 1975 – Love Among the Ruins
- 1975 – Rooster Cogburn
- 1978 – Olly Olly Oxen Free
- 1979 – The Corn is Green

1980'erne
- 1981 – Deres Sensommer
- 1983 – Storytime Classics: Katharine Hepburn's World Of Stories
- 1984 – The Ultimate Solution of Grace Quigley
- 1986 – Mrs. Delafield Want's to Marry
- 1988 – Laura Lansing Slept Here
- 1988 – Katharine Hepburn's Tales of Wit & Wisdom
- 1988 – Katharine Hepburn's Tales of Beauty & Magic

1990'erne
- 1992 – The Man Upstairs
- 1993 – World of Stories
- 1993 – This Can't Be Love
- 1994 – Love Affair
- 1994 – One Christmas

## Musik
- 1969 – Coco – LP/CD
- 1990 – Lincon Portrait & Other Works – CD

## Forfatter filmografi
- 1993 – Katharine Hepburn: All About Me
- 1972 – Travels with My Aunt – ikke anerkendt

## Filmografi – dokumentar
- 1941 – Woman in Defense – skrevet af Eleanor Roosevelt – fortalt af Katharine Hepburn
- 1943 – Stage Door Canteen
- 1953 – Road to Bali
- 1963 – The 35th Annual Academy Awards
- 1964 – MGM’s Big Parade of Comedy
- 1968 – The 40th Annual Academy Awards
- 1974 – The 46th Annual Academy Awards
- 1976 – That’s Entertainment Part II
- 1984 – George Stevens: A Filmmaker´s Journey
- 1986 – The Spencer Tracy Legacy: A Tribute by Katharine Hepburn
- 1987 – James Stewart: A Wonderfull Life
- 1987 – Hollywood the Golden Years: The RKO Story
- 1988 – Michael Jackson: The Legend Continues
- 1988 – Bacall on Bogart
- 1988 – They Called Me Kathy
- 1990 – The Tales of Helpmann
- 1990 – The Kennedy Center Honnors: A Celebration of the Performing Arts
- 1991 – The 63rd Annual Academy Awards
- 1992 – Hollywood Remembers: Fonda on Fonda
- 1993 – The Roots of Roe
- 1993 – Katharine Hepburn: All About Me
- 1994 – 100 Years of the Hollywood Western
- 1995 – Legends in Light: The Photography of George Hurrell
- 1996 – The Line King: The Al Hirschfeld Story
- 1996 – Woman of Substance: Katharine Hepburn
- 1999 – The Hidden Army: Women in World War II

## Priser og nomineringer
- 1933 – Oscar: Bedste skuepillerinde – Morning Glory
- 1934 – Venice Film Festival: Bedste skuespillerinde – Little Women
- 1935 – Oscarnominering: Bedste Skuespillerinde – Alice Adams
- 1940 – New York Film Critics Circle: Beste skuespillerinde – The Philadelphia Story
- 1940 – Oscarnominering: Bedste Skuespillerinde – The Philadelphia Story
- 1942 – Oscarnominering: Bedste Skuespillerinde – Woman of the Year
- 1951 – Oscarnominering: Bedste Skuespillerinde – The African Queen
- 1955 – Oscarnominering: Bedste Skuespillerinde – Summertime
- 1956 – Oscarnominering: Bedste Skuespillerinde – The Rainmaker
- 1959 – Oscarnominering: Bedste Skuespillerinde – Suddenly Last Summer
- 1962 – Oscarnominering: Bedste Skuespillerinde – Long Day's Jorney into Night
- 1962 – Cannes Film Festival: Bedste skuespillerinde – Long Day's Journey into Night
- 1967 – Oscar: Bedste skuespillerinde – Guess Who's Coming to Dinner
- 1968 – British Film Academy: Bedste skuespillerinde – Guess Who's Coming to Dinner og The Lion in Winter; (pris for begge film)
- 1968 – Oscar: Bedste skuespillerinde – The Lion in Winter; (vandt sammen med Barbra Streisand Funny Girl; det var anden gang i Oscars historie at to skuespillere samtidig fik en Oscar. Samtidig brød Hepburn rekorden og modtog den 11. nominering og var den første kvindelige skuespiller til at modtage 3 Oscar’s
- 1969 – Tony Award nominering: Bedste ledende skuespillerinde i en musical – Coco
- 1974 – Emmynominering: Bedste skuespillerinde – The Glass Menageri
- 1975 – Emmy: Outstanding Lead Actress in a Special Program – Love Among the Ruins
- 1976 – People's Choice: Favorite Motion Picture Actress
- 1979 – Screen Actors Guild Life Achievement
- 1979 – Emmynominering: Bedste skuespillerinde – The Corn Is Green
- 1981 – Oscar: Bedste skuespillerinde – On Golden Pond
- 1981 – Tony Award nominering: Bedste ledende skuespillerinde i et teaterstykke – The West Side Waltz
- 1983 – Britisch Film Academy: Bedste skuespillerinde – On Golden Pond
- 1985 – Humanist Arts Award of the American Humanist Association – Overrakt af hendes ven Corliss Lamont
- 1986 – Emmynominering: Bedste skuespillerinde – Mrs. Delafield Want's To Marry
- 1990 – Kennedy Center Honors Lifetime Achievement Award
- 1993 – Emmynominering: Katharine Hepburn: All About Me